# نبرد ارتاح
نبرد ارتاح (انگلیسی: Battle of Artah)، نبردی است در سال ۱۱۰۵ میان نیروهای صلیبی به رهبری تانکرد و نیروهای سلجوقی به رهبری رضوان بن تتش در شهر ارتاح در نزدیکی انطاکیه که با پیروزی صلیبیون همراه بود. این پیروزی سبب شد تا حلب در خطر سقوط توسط صلیبیون قرار بگیرد.